# 新卡勒比

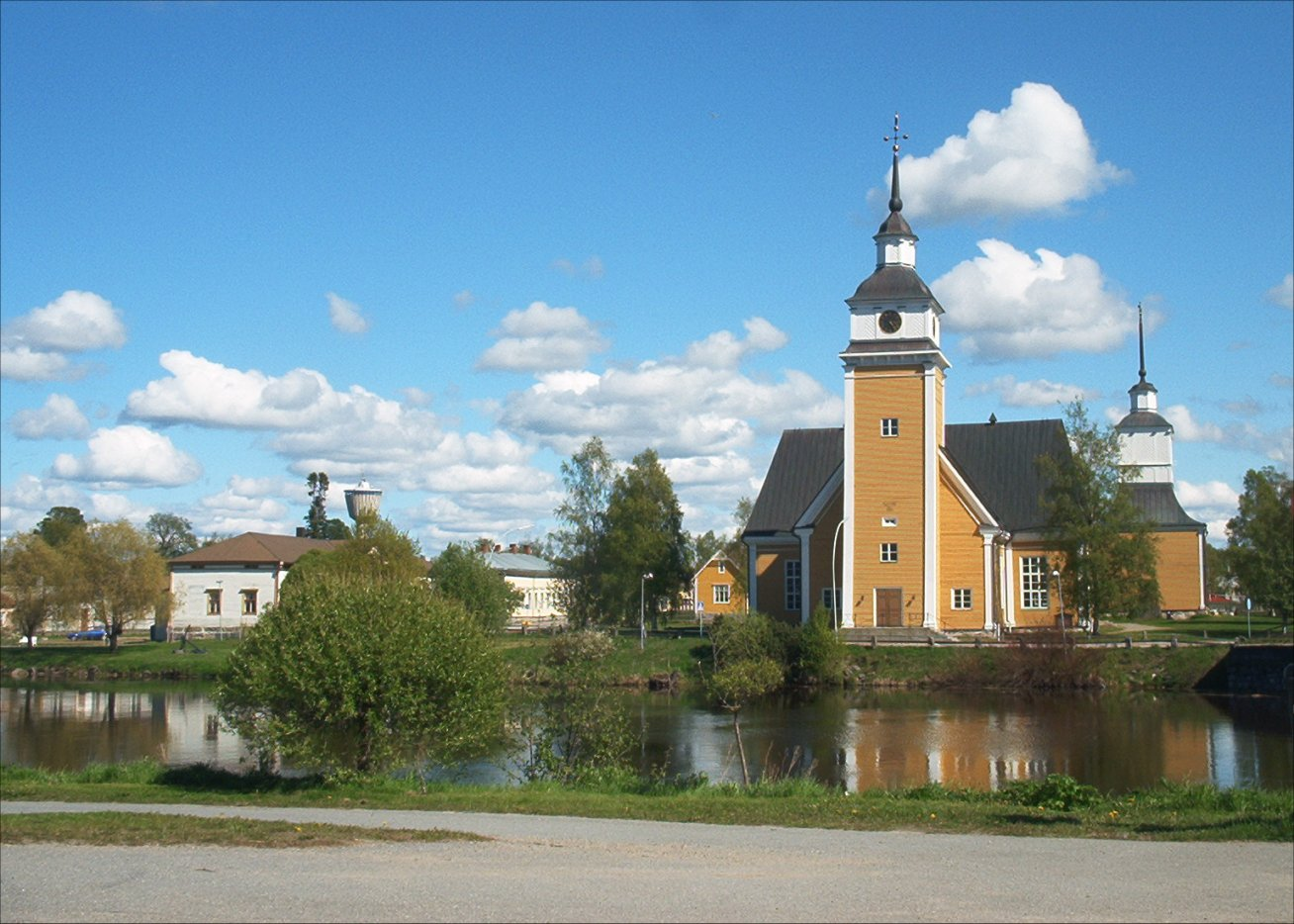
新卡勒比教堂

新卡勒比（瑞典語：Nykarleby）是芬蘭西部波赫扬马区的城市，是瑞典瓦薩王朝國王古斯塔夫二世·阿道夫興建的15個城鎮之一，面積1,675.21平方公里，2012年人口7,513，其中約89%居民的母語是瑞典語。

## 友好城市
- 丹麦哈默尔（英语：Hammel）
- 挪威斯泰恩谢尔
- 瑞典索莱夫特奥

## 外部連結
- 官方网站  （瑞典文） （文）
- A comprehensive collection of stories and pictures from Nykarleby's history （页面存档备份，存于） （瑞典文）